# Chris McCullough
Christopher A. „Chris” McCullough (ur. 5 lutego 1995 w Nowym Jorku) – amerykański koszykarz, występujący na pozycji skrzydłowego, obecnie zawodnik Anyang KGC.
W 2013 zajął czwarte miejsce podczas turnieju Nike Global Challenge. Rok później wystąpił w meczu gwiazd amerykańskich szkół średnich – Jordan Classic.
22 lutego 2017 został wytransferowany wraz z Bojanem Bogdanoviciem do Washington Wizards w zamian za Marcusa Thorntona, Andrew Nicholsona oraz przyszły wybór I rundy draftu 2017.
23 lipca 2019 dołączył do południowokoreańskiego Anyang KGC.
28 sierpnia 2020 został zawodnikiem litewskiego Lietuvosu Rytas Wilno. 3 października został zawieszony za podejrzenie ucieczki z miejsca wypadku, po tym, jak litewska policja znalazła porzuconego Jeepa Renegade, który otrzymał od klubu. Swoje pierwsze spotkanie po zawieszeniu rozegrał 17 października przeciwko Neptunasowi Kłajpeda, jego zespół wygrał to spotkanie 98–60, a on sam zdobył w nim 13 punktów. 11 listopada opuścił klub.

## Osiągnięcia
Stan na 14 marca 2021, na podstawie, o ile nie zaznaczono inaczej.
NCAA
- Zaliczony do I składu turnieju 2K Sports Classic (2015)

Indywidualne
- Zaliczony do I składu turnieju Nike Global Challenge (2013)
- Uczestnik meczu gwiazd D-League (2017)